# ماتیاس کودومبه
ماتیاس کودومبه (انگلیسی: Mathias Kouo-Doumbé؛ زادهٔ ۲۸ اکتبر ۱۹۷۹) بازیکن فوتبال اهل فرانسه است.
از باشگاه‌هایی که در آن بازی کرده‌است می‌توان به باشگاه فوتبال نورث‌همپتون تاون، باشگاه فوتبال میلتون کینز دونز، باشگاه فوتبال هیبرنین، و باشگاه فوتبال پلیموث آرگیل اشاره کرد.
وی همچنین در تیم ملی فوتبال زیر ۲۱ سال فرانسه بازی کرده‌است.